# Daiki Inaba
Daiki Inaba (稲葉 大樹 Inaba Daiki?, nacido el 28 de febrero de 1988) es un luchador profesional japonés que actualmente trabaja en Pro Wrestling NOAH.

## Vida temprana
Inaba participó en la lucha libre amateur y judo mientras estudiaba en la universidad. Después de la universidad, continuó su entrenamiento mientras trabajaba para la clínica osteopática del exluchador y entrenador médico de New Japan Pro-Wrestling, Takeshi Misawa

## Campeonatos y logros
- Pro Wrestling Noah
  - GHC Tag Team Championship (1 vez) – con Masa Kitamiya
- Wrestle-1
  - Wrestle-1 Championship (2 veces)[4]
  - Wrestle-1 Tag Team Championship (1 vez y último) – con Koji Doi
  - UWA World Trios Championship (2 veces) – con Andy Wu & Seiki Yoshioka (1), Kohei Fujimura & Yusuke Kodama (1)[5]
  - Wrestle-1 Grand Prix (2019)[6]